# Коноваловский сельский совет (Машевский район)
Коноваловский сельский совет (укр. Коновалівська сільська рада) — входит в состав
Машевского района
Полтавской области
Украины.
Административный центр сельского совета находится в 
с. Коноваловка.

## История
- 1750 — дата образования.

## Населённые пункты совета
- с. Коноваловка
- с. Усть-Липянка